# Люцифер Каларійський
Люцифер з Кальярі, також Люцифер Каларійський, Люцифер Каларітанський і Люкіфер Каларіський (лат. Lucifer Calaritanus); Сан-Лючиферо (італ. San Lucifero — «святий Люцифер»; ? — 370 або 371) — єпископ Кальярі на о. Сардинія (353—370/371), відомий своєю активною боротьбою проти єресі аріанства, християнський місцевошановний святий. Про нього поряд з папою Ліберієм та Осією Іспанським згадує Афанасій Великий.
Особисте ім'я Люцифер в цьому випадку не пов'язане з Сатаною, оскільки воно було поширеним особистим ім'ям часів пізньої Римської імперії (домінат) і означало «світлоносний, сяючий».

## Біографія
Відвертий прихильник Нікейського символу віри, єпископ Каралісу (сучасний Кальярі) Люцифер разом зі священиком Панкратієм і дияконом Іларієм був відправлений Папою Ліберієм у 354 році як папський легат з місією до імператора Констанція II з проханням скликати Вселенський собор для подолання аріанської суперечки. На Міланському соборі, що відбувся в 355 році, він захищав Афанасія Великого і протистояв аріанам так активно, що по наученню останніх імператор Констанцій II, який симпатизував аріанам, ув'язнив Люцифера на три дні у своєму палаці. Перебуваючи в палаці, Люцифер відмовився підписати акти собору, і настільки активно сперечався з імператором, що був вигнаний разом зі своїми колегами Євсевієм, єпископом Верчеллі та Діонісієм, єпископом Мілана спочатку в Германіку в Сирії Палестинську, потім на Єлевферополь у Палестині і потім в Фіви Єгипетські. На заслання був направлений і Афанасій Олександрійський. Зі вигнання Люцифер писав імператору пристрасні листи.
Після смерті Констанція II до влади прийшов Юліан. Люцифер був звільнений у 362 році. Попри це він не примирився з колишніми аріанами. Повертаючись із фіваїдського заслання, він у 362 році в Антіохії одноосібно висвятив у єпископи старонікейця Павліна, і став одним із організаторів так званого «паулініанського розколу». Відмовившись примиритися з аріанами, що покаялися, «шалений» Люцифер перервав стосунки і з нікейцями, і занурився у своє єпископство, «задовольняючись спілкуванням з самим собою» . Навколо нього утворилася невелика група однодумців. Як можна припустити за творами Амвросія Медіоланського та Августина Блаженного, Люцифер був відлучений від церкви. Ієронім Стридонський називає його послідовників «люциферіанами» — ця секта продовжувала існувати до V століття. У своєму творі «Розмова проти люциферіан» (лат. «Altercatio Luciferiani et orthodoxi» — «Суперечка між люциферіанином і православним») Ієронім зібрав все, що йому було відомо про Люцифера і його секту.
Святий Люцифер помер близько 370 року. День його пам'яті відзначається католиками 20 травня.

## Вшанування

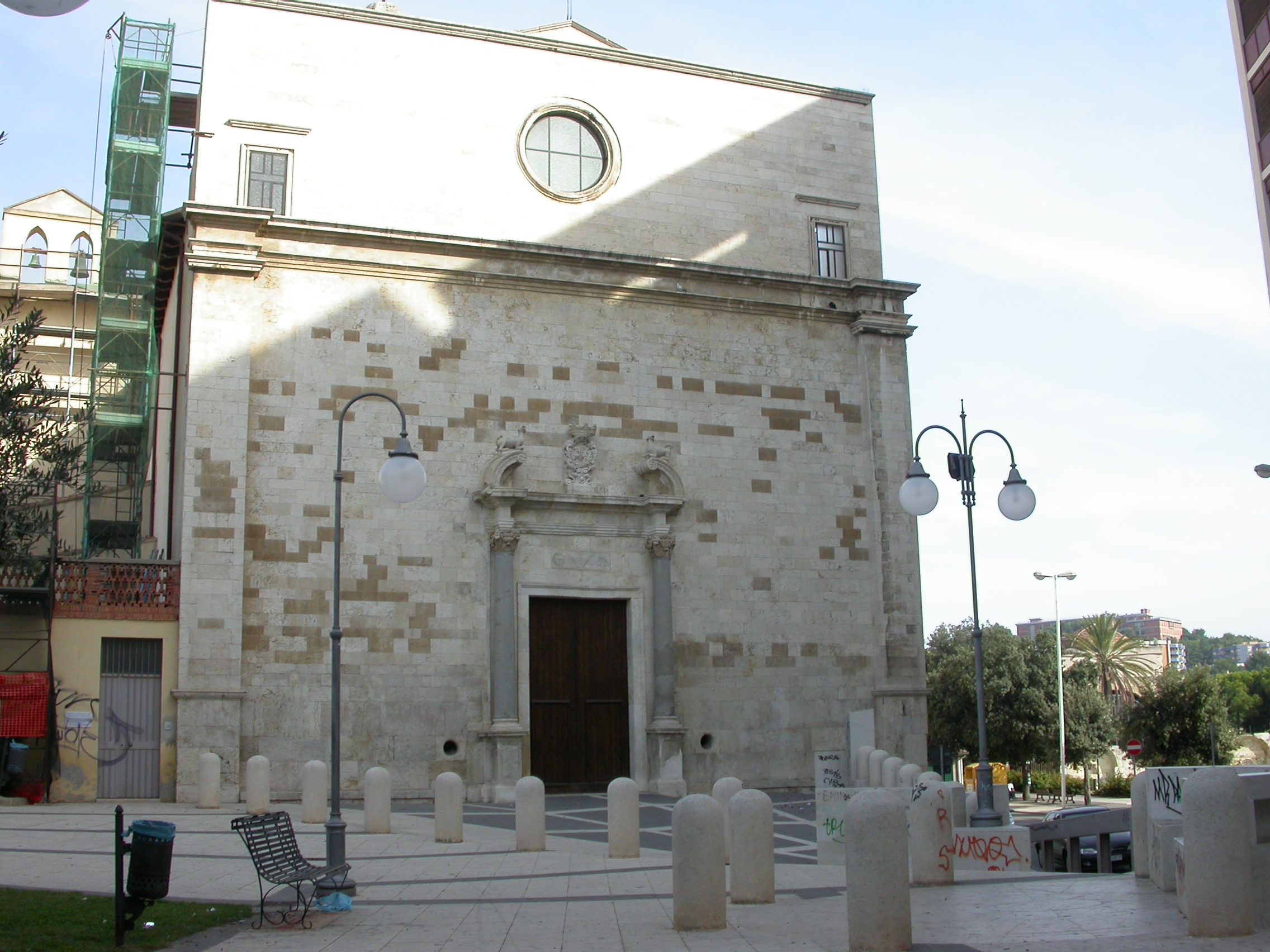
Церква святого Люцифера в Кальярі, Сардинія

Каплиця у Кальярійському соборі присвячена Святому Люциферу. У ній похована дружина короля Франції Людовіка XVIII, Марія-Жозефіна-Луїза Савойська.